# Henri Khoury
Henri Khoury (arabisch هنري خوري, DMG Hinrī Ḫūrī; * um 1980) ist ein libanesischer Jurist und Politiker. Seit September 2021 ist er Justizminister in der Regierung Nadschib Miqati.
Khoury erhielt eine juristische Ausbildung an der Beiruter Université Saint-Joseph und trat 1994 in die libanesische Justizverwaltung ein. Er war bis 2019 als Richter tätig. 2017 wurde er Mitglied des Senats (State Shura Council). Khoury steht der maronitischen Freien Patriotischen Bewegung nahe.